# Campanula versicolor
Campanula versicolor, és una espècie de planta herbàcia pertanyent a la família de les campanulàcies. És originària del sud-est d'Europa a Itàlia i els Balcans.

## Descripció
És una planta perenne herbàcia de vida curta que pot créixer fins al metre i mig d'alçada. Les seves fulles són amples i ovoides a la part inferior de la tija, mentre que són lanceolades i primes a la part superior. Les flors són blaves i tenen forma de campana, amb un diàmetre d'entre 3 i 4 cm. Aquestes són hermafrodites, i la planta es pot fertilitzar a si mateixa.
Creix a molt diversos tipus de sòl, adaptant-se també a una àmplia gamma de pH. Tot i això, prefereix un lloc assolellat o parcialment ombrejat. D'entre els seus usos en destaca el fet que es cultiva com a planta ornamental per les seves flors aromàtiques.

## Taxonomia
Campanula versicolor va ser descrita per Linné i publicada a Species Plantarum 1: 164. 1753.

### Etimologia
- Campanula: nom genèric diminutiu del terme llatí campana, que significa "petita campana", fent al·lusió a la forma de les flors.[2]
- versicolor: epítet llatí que significa "amb diversos colors".[3]

#### Sinonímia
- Campanula mrkvickana Velen.
- Campanula tenorei Moretti
- Campanula thomasii Ten. ex A.DC.
- Campanula versicolor f. mrkvickana (Velen.) Hayek.
- Campanula versicolor var. multiflora A.DC.
- Campanula versicolor var. rosanii Nyman.[4][5]